# 肯塔基鎮區 (阿肯色州薩林縣)
肯塔基鎮區（英語：Kentucky Township）是位於美國阿肯色州薩林縣的一個行政鎮區。

## 地方資料
肯塔基鎮區的面積為86.39平方千米，當中陸地面積為86.36平方千米，而水域面積為0.03平方千米。根據2010年美國人口普查的數據，當地共有人口861人，而人口密度為每平方千米9.97人。